# Голуховский, Агенор Мария Иоахим
Агенор Мария Иоахим Голуховский (пол. Agenor Maria Joachim Gołuchowski; 22 июня 1886, Париж — 15 мая 1956, Лозанна) — польский граф, помещик, военный офицер, сенатор во Второй Польской республике.

## Биография
Агенор Мария Иоахим Голуховский родился 22 июня 1886 года в Париже. Он происходил из аристократической семьи Голуховских герба «Лелива». Старший сын Агенора Марии Адама Голуховского (1849—1921), министра иностранных дел Австро-Венгрии, 2-го Ордена Скалы, и княгини Анны, урожденной Мюрат (1863—1940). Младшие братья — Войцех Мария (1888—1960) и Кароль Мария Агенор (1892—1968).
До 1914 года он получил титул графа и австрийского камергера.
Во время Первой мировой войны с 1914 года служил в австро-венгерской армии. 1 ноября 1914 года ему было присвоено звание поручика кавалерии запаса. До 1918 года был приписан к уланскому полку № 4. После восстановления независимости Польши он был принят на вооружение Войска Польского. Во время Советско-польской войны 1920 года служил в рядах 8-го уланского полка. Тогда он был офицером 2-го управления Верховного Главнокомандования. После войны ему было присвоено звание поручика кавалерийского запаса с выслугой лет 1 июня 1919 года. В начале 1920-х годов он был офицером запаса 8-го уланского полка в Кракове, будучи старшим лейтенантом в этой группе. В 1934 году в звании лейтенанта кавалерийского запаса он был приписан к окружному офицерскому кадру № VI офицером после 40 лет и в это время оставался на учете окружного командования дополнения во Львове.
Во время Второй Польской Республики он был владельцем поместья в Скале на Збруче в Борщовском повете и жил там до конца 1930-х годов. Он также имел недвижимость в Любачевском повете, включая Любачув и местный Островец. От имени BBWR он занимал должность сенатора в Сенате Республики Польша второго срока (1928—1930).
В начале 1939 года он получил звание почётного гражданина города Любачува «за материальную помощь, оказанную польским общественным организациям в Любачуве, в частности за пожертвование участка под строительство Стрелкового дома, под строительство средней школы, и за помощь в установке электростанции, и за постоянное участие в социальной благотворительной кампании». По этому поводу он оказал дальнейшую финансовую поддержку на социальные цели и объявил о пожертвовании площади и средств на строительство церкви и прихода в Башне-Дольне.
С 1922 года он был женат на графине Матильде Владиславе Баворовской из Баворова (10 марта 1905 — 13 февраля 1977), дочери графа Рудольфа Баворовского (1865—1931) и Фанни Хориньски фон Ледске (1876—1963). У супругов было трое детей:
- Агенор Мария Голуховский (р. 9 февраля 1923), женат на Элизабет Маршал-Эванс (р. 1930), от брака с которой у него было два сына
- Мария Тереза Голуховская (17 апреля 1925—1990), незамужняя
- Адам Мария Голуховский (р. 4 сентября 1927), женат на Мария Люсе де ла Гандара (р. 1934), от брака с которой у него один сын.

После начала Второй мировой войны покинул Львов, а затем через Румынию отправился в Швейцарию, где проживал в Лозанне. Он умер там 15 мая 1956 года. Был похоронен там же на кладбище Буа-де-Во.

## Награды
- Серебряная медаль «За военные заслуги» на ленте Креста «За боевые заслуги» — Австро-Венгрия (до 1917 г.)
- Бронзовая медаль «За военные заслуги» на ленте Креста «За боевые заслуги» — Австро-Венгрия (до 1916 г.)